# Nuez de Ebro
Nuez de Ebro (aragónul Nuez d'Ebro) település Spanyolországban,  Zaragoza tartományban. Nuez de Ebro Alfajarín községgel határos. Lakosainak száma 907 fő (2024).

## Népesség
A település népessége az utóbbi években az alábbiak szerint változott:
| Lakosok száma | 599  | 627  | 731  | 758  | 843  | 843  | 838  | 837  | 889  | 907  |
|               | 2001 | 2004 | 2007 | 2009 | 2012 | 2014 | 2017 | 2019 | 2022 | 2024 |